# Grbovi dalmatinskog komunalnog plemstva – C
Za grbove dalmatinskog komunalnog plemstva ne vrijede zakoni heraldike zbog posebnih uvjeta nastanka i vlasnika istih. Grbovi dalmatinskog komunalnog plemstva pripadaju krugu talijanskog komunalnog plemstva gdje je tradicija opisivanja s gledišta promatrača.
Grbovi s početnim slovom C

## Grbovi
| Grb | Kuća i opis grba |
| --- | --- |
|     | Capogrosso (Split) Titula: Conte veneto, ugarsko, splitsko plemstvo, austrijska potvrda plemstva - (HR) I. Na zlatnom polju crveni dvoglavi orao koga dijeli okomita srebrena greda, duž grede 3 crvena ljiljana 1, 1, 1. [1/2, 2/3, 4/5] - (HR) II. Na crvenom polju crni dvoglavi orao koga dijeli okomita plava greda, duž grede 3 zlatna ljiljana 1, 1, 1. [1/2, 2/3,] - (HR) III. Kameni reljef, nadgrobna ploča obitelji Capogrosso u katedrali, Split] |
|     | Caralipeo, Despotović (Omiš,Trogir) Titula:Trogirsko plemstvo, austrijska potvrda plemstva - (HR) I. Na plavom polju 2 lijevo kose zlatne grede, iznad greda zlatni cvijet, ispod greda zlatni cvijet. [1/3, 2/3] - (HR) II. Na srebrenom polju 2 lijevo kose zlatne grede, iznad greda crna peterokraka zvijezda, ispod greda crna peterokraka zvijezda. [1/3, 4/5] |
|     | Carev (Kaštela) Titula: Biskup Hvarske biskupije (HR) Vodoravna podjela na trećine. 1 trećina: na plavom polju prekrižene ruke, iza njih zlatni križ, desna srebrena ruka i lijeva srebrena ruka u smeđem rukavu (grb franjevačkog reda), 2 trećina: na zelenom polju zlatna kruna, 3 trećina: na plavom polju crveno srce opasano crnom trnovom krunom, iznad srca izlazi srebreni križ, iz srca i križa izbija 8 zlatnih krakova. [2/78] |
|     | Carminatti (Nin) Titula: Conte veneto, ninsko plemstvo - (HR) I. Vodoravna podjela. Gore na zlatnom polju crni dvoglavi orao, dolje na crvenom polju zlatna kola okrenuta na desno. [2/82] - (HR) II. Vodoravna podjela. Gore na zlatnom polju crni dvoglavi orao, iznad orla zlatna kruna, dolje na crvenom polju zlatna kola. [9/25] |
|     | Carponese, Corponese (Zadar) Titula - (HR) I. Grb podijeljen srebrenom vodoravnom gredom, gore na plavom polju s lijeve i desne strane izlaze srebrene ruke u crvenim rukavima drže ukrštene srebrene sablje, iznad sablji zlatna osmero kraka zlatna zvijezda; dolje na plavom polju na zelenom tlu stoji zeleno stablo, s obje strane stabla po jedna srebrena kula. [1/5] - (HR) II. Grb podijeljen srebrenom vodoravnom gredom, gore na plavom polju s lijeve i desne strane izlaze srebrene šake koje drže ukrštene srebrene sablje, iznad sablji zlatna osmero kraka zlatna zvijezda; dolje na plavom polju na zelenom tlu stoji zeleno stablo, s obje strane stabla po jedna srebrena kula. [4/5] |
|     | Celio-Cega (Trogir) Titula:Trogirsko plemstvo, austrijska potvrda plemstva - (HR) I Na plavom polju zlatni lav koji stoji na zelenom trobrjegu. [1/4] - (HR) II Kameni reljef, grb u luneti portala palače Celio Cega, Trogir |
|     | Celio Doroteo (Trogir) Titula: - (HR) I Na plavom polju lijevo kosa zlatna greda, duž grede pet crvenih štitova, iznad grede zlatni lav. [1/24, 4/6] - (HR) II Na crvenom polju lijevo kosa zlatna greda, duž grede pet zelenih štitova, iznad grede zlatni lav. [2/7] |
|     | Celio Lodi (Trogir) Titula: (HR) Podjela na četvrtine. 1 i 4 četvrtina plavo polje, 2 i 3 četvrtina zlatno polje. Preko svega srebreni lav koji stoji na zelenom trobrjegu.[1/24] |
|     | Celio Morte (Trogir) Titula: (HR) Na plavom polju zlatni lav koji stoji na zelenom trobrjegu. Kapa: na crnom polju dvije ukrštene srebrene kosti, iznad kosti srebrena lubanja.[1/24] |
|     | Celio Tavelić (Trogir) Titula: (HR) Na plavom polju zlatni lav koji stoji na zelenom trobrjegu. Preko svega lijevo kosa greda, duž grede dva reda srebreno crvenih paraleograma. [1/24] |
|     | Cerinić, Cerineo (Split) Titula:Bračko, splitsko, trogirsko i zadarsko plemstvo,austrijska potvrda plemstva - (HR) Vodoravna podjela. Gore srebreno polje, dolje plavo polje. Preko svega srebreni stup, oko stupa obavijena zelena zmija, na stupu stoji crni pijetao. [1/4, 4/5] - (HR) Na plavom polju srebreni stup, oko stupa obavijena zlatna zmija okrunjena zlatnom krunom. [1/24] |
|     | Cerinić Lucio Grisogono (Split) Titula: (HR) Podjela na četvrtine. 1 četvrtina na plavom polju srebreni stup, oko stupa obavijena zelena zmija, na stupu stoji crni pijetao (grb Cerinić), 2 četvrtina podjela na četvrtine 1 i 4 četvrtina zlatno polje, 2 i 3 četvrtina crveno polje (grb Lucić), 3 četvrtina na crvenom polju zlatni lav (grb Grisogono), 4 četvretina na plavom polju zlatni orao. [1/4] |
|     | Cindro (Split) Titula: (HR) Vodoravna podjela. Gore na srebrenom polju crveni pas u trku, dolje tri para lijevo kosih greda crno srebrene. [1/25, 2/5] |
|     | Cipci (Split) Titula: (HR) Na plavom polju zlatni orao. [1/25, 2/5] |
|     | Civalelli (Zadar) Titula: - (HR) Na zlatnom polju lijevo kosa plava greda, duž grede tri srebrena ljiljana. [1/22, 2/33, 10] - (HR) Na zlatnom polju lijevo kosa plava greda, duž grede tri srebrene školjke (Jakovljeve kapice). [10] |